# Shoot Out
Shoot Out is een Amerikaanse western uit 1971 onder regie van Henry Hathaway.

## Verhaal
De bankrover Clay Lomax komt vrij uit de gevangenis zeven jaar gevangenisstraf. Hij gaat op zoek naar Sam Foley, de man die Lomax in de rug schoot toen ze van de bank vluchten en hem lieten arresteren. Foley huurt als reactie drie mannen in, die Clay moeten schaduwen. Lomax komt er vervolgens achter dat zijn ex-vrouw is gestorven en dat hij een dochter heeft.

## Rolverdeling
| Acteur              | Personage       |
| ------------------- | --------------- |
| Gregory Peck        | Clay Lomax      |
| Patricia Quinn      | Juliana Farrell |
| Robert F. Lyons     | Bobby Jay Jones |
| Susan Tyrrell       | Alma            |
| Jeff Corey          | Trooper         |
| James Gregory       | Sam Foley       |
| Rita Gam            | Emma            |
| Dawn Lyn            | Decky Ortega    |
| Pepe Serna          | Pepe            |
| John Davis Chandler | Skeeter         |
| Paul Fix            | Brakeman        |
| Arthur Hunnicutt    | Homer Page      |
| Nicolas Beauvy      | Dutch Farrell   |